# Primera batalla de Cobadin
La Primera batalla de Cobadin, també coneguda com la Primera batalla de la línia Rasova - Cobadin - Tuzla, va ser una batalla que es va lliurar del 17 al 19 de setembre de 1916 al Front de Romania de la Primera Guerra Mundial, entre el 3r Exèrcit Búlgar i l'exèrcit de Dobrogea romanès-rus.
La batalla va acabar amb la victòria tàctica dels Aliats i va obligar les Potències Centrals a aturar la seva ofensiva i assumir una postura defensiva fins a mitjans d'octubre.
El flanc dret de les forces dels Aliats va ser recolzat per la flotilla del Danubi de l'Armada romanesa, formada principalment per quatre monitors fluvials de la classe Brătianu. Aquests vaixells de guerra van bloquejar amb mines els sectors fluvials de Silistra, Ostrov i Gura Borcea, van protegir l'evacuació de Silistra el 8 de setembre, van atacar els combois terrestres enemics i van destruir les bateries enemigues.